# Fossombroniaceae
Fossombroniaceae es una familia de hepáticas talosas del orden Fossombroniales (Pelliidae).
Aunque tienen apariencia de hepática foliosa, son hepáticas talosas muy lobuladas.

## Taxonomía
Fossombroniaceae fue descrita por Friedrich August Hazslinszky von Hazslin y publicado en A Magyar Birodalom Moh-Flórája 20. 1885.

## Géneros
Tiene los siguientes géneros:
- Austrofossombronia
- Fossombronia
- Petalophyllum
- Simodon